# Arthur Penn
Arthur Hiller Penn, född 27 september 1922 i Philadelphia, Pennsylvania, död 28 september 2010 på Manhattan i New York, var en amerikansk regissör inom TV-, teater och film. Han var yngre bror till fotografen Irving Penn.
Arthur Penn debuterade i TV- och teatervärlden men kom småningom att hamna hos Warner Bros. i Hollywood. Han debuterade som filmregissör 1956 med westernfilmen Billy the Kid (The Left-handed Gun) och kämpade därefter under en rad år med rutinmässiga produktioner. 1965 regisserade Penn den mer konstnärliga Mickey One (med bland andra Warren Beatty) som floppade. Precis då Penns karriär nått botten erbjöd Beatty honom att regissera Bonnie och Clyde (1967), en chans han såg till att ta. Bonnie och Clyde producerades av Beatty och blev en enorm succé.
Penn avled den 28 september 2010, dagen efter sin 88:e födelsedag.

## Filmografi i urval
- 1958 – Billy the Kid
- 1962 – Miraklet
- 1965 – Mickey One
- 1966 – Den djävulska jakten
- 1967 – Bonnie och Clyde
- 1969 – Alice's Restaurant
- 1970 – Little Big Man
- 1975 – Dödligt utspel
- 1976 – Missouri Breaks
- 1981 – Fyra vänner
- 1985 – Livsfarlig måltavla
- 1987 – Dead of Winter
- 1989 – Penn och Teller möter döden
- 1995 – Lumière et Compagnie